# Luca Princiotta
 (mars 2017).
Si vous disposez d'ouvrages ou d'articles de référence ou si vous connaissez des sites web de qualité traitant du thème abordé ici, merci de compléter l'article en donnant les références utiles à sa vérifiabilité et en les liant à la section « Notes et références ».
Luca Princiotta (né le 12 juin 1982 à Côme, en Lombardie) est un guitariste italien. Il joue de la guitare pour le groupe de metal Blaze.